# Moorea-Maiao
Moorea-Maiao és un municipi de la Polinèsia Francesa que es troba a les Illes del Vent (arxipèlag de les Illes de la Societat. Té 16.490 habitants i comprèn les illes de Moorea i Maiao. És format per les comunes associades de:
- Afareaitu : 3 249 habitants
- Haapiti : 4 045 habitants
- Maiao: 299 habitants
- Paopao : 4 244 habitants
- Papetoai : 2 196 habitants
- Teavaro : 2 457 habitants